# Rhopalosiphum oxyacanthae
Rhopalosiphum oxyacanthae är en insektsart som först beskrevs av Franz Paula von Schrank 1801.  I den svenska databasen Dyntaxa används istället namnet Rhopalosiphum insertum. Rhopalosiphum oxyacanthae ingår i släktet Rhopalosiphum och familjen långrörsbladlöss. Arten är reproducerande i Sverige. Inga underarter finns listade i Catalogue of Life.